# Häglinge socken
Häglinge socken i Skåne ingick i Västra Göinge härad, ingår sedan 1974 i Hässleholms kommun och motsvarar från 2016 Häglinge distrikt.
Socknens areal är 51,33 kvadratkilometer varav 49,88 land. År 2018 hade distriktet 405 invånare.  Kyrkbyn Häglinge med sockenkyrkan Häglinge kyrka ligger i socknen.

## Administrativ historik
Socknen har medeltida ursprung. Före 1888 låg en del av socknen, Vessmanstorp, i Malmöhus län. 
Vid kommunreformen 1862 övergick socknens ansvar för de kyrkliga frågorna till Häglinge församling och för de borgerliga frågorna bildades Häglinge landskommun. Landskommunen uppgick 1952 i Sösdala landskommun som uppgick 1974 i Hässleholms kommun. Församlingen uppgick 2012 i Sösdala församling.
1 januari 2016 inrättades distriktet Häglinge, med samma omfattning som församlingen hade 1999/2000.  
Socknen har tillhört län, fögderier, tingslag och domsagor enligt vad som beskrivs i artikeln Västra Göinge härad. De indelta soldaterna tillhörde Norra skånska infanteriregementet, Västra Göinge, Gärds och Frosta kompanier och Skånska husarregementet, Sandby skvadron, Sandby kompani.

## Geografi
Häglinge socken ligger väster om Kristianstad kring Bosarpasjön och med Linderödsåsen i sydost. Socknen är en odlingsbygd i nordväst och en skogsbygd i övrigt.
Byar i Häglinge socken är Häglinge, Bjärröd, Sjörup, Ankhult, Ljunga, Sjöberga, Göingeholm, Stenshult, Ynglingarum, Kolstrarp, Ebbarp, Röslöv, Bosarp och Wessmantorp.
I Häglinge socken ligger ett flertal vulkaner från juratiden för 170 miljoner år sedan.

## Fornlämningar
Från stenåldern finns boplatser. Från bronsåldern finns gravrösen och stensättningar. Från järnåldern finns Häglinge gravfält med skeppssättningar och resta stenar.

## Namnet
Namnet skrevs på 1360-talet Hääklinge och kommer från kyrkbyn. Efterleden är inbyggarbeteckningen inge. Förleden innehåller hak/häkill/hakull, 'framskjutande terrängparti' kanske syftande på den lilla höjd där kyrka ligger..